# Kopaniny (přírodní památka, okres Prostějov)
Kopaniny je přírodní památka v okrese Prostějov západně od obce Ondratice na březích Ondratického potoka. Oblast spravuje Krajský úřad Olomouckého kraje.

## Předmět ochrany
Důvodem ochrany je lokalita trličníku brvitého (Gentianopsis ciliata) a refugium obojživelníků.

## Fotogalerie

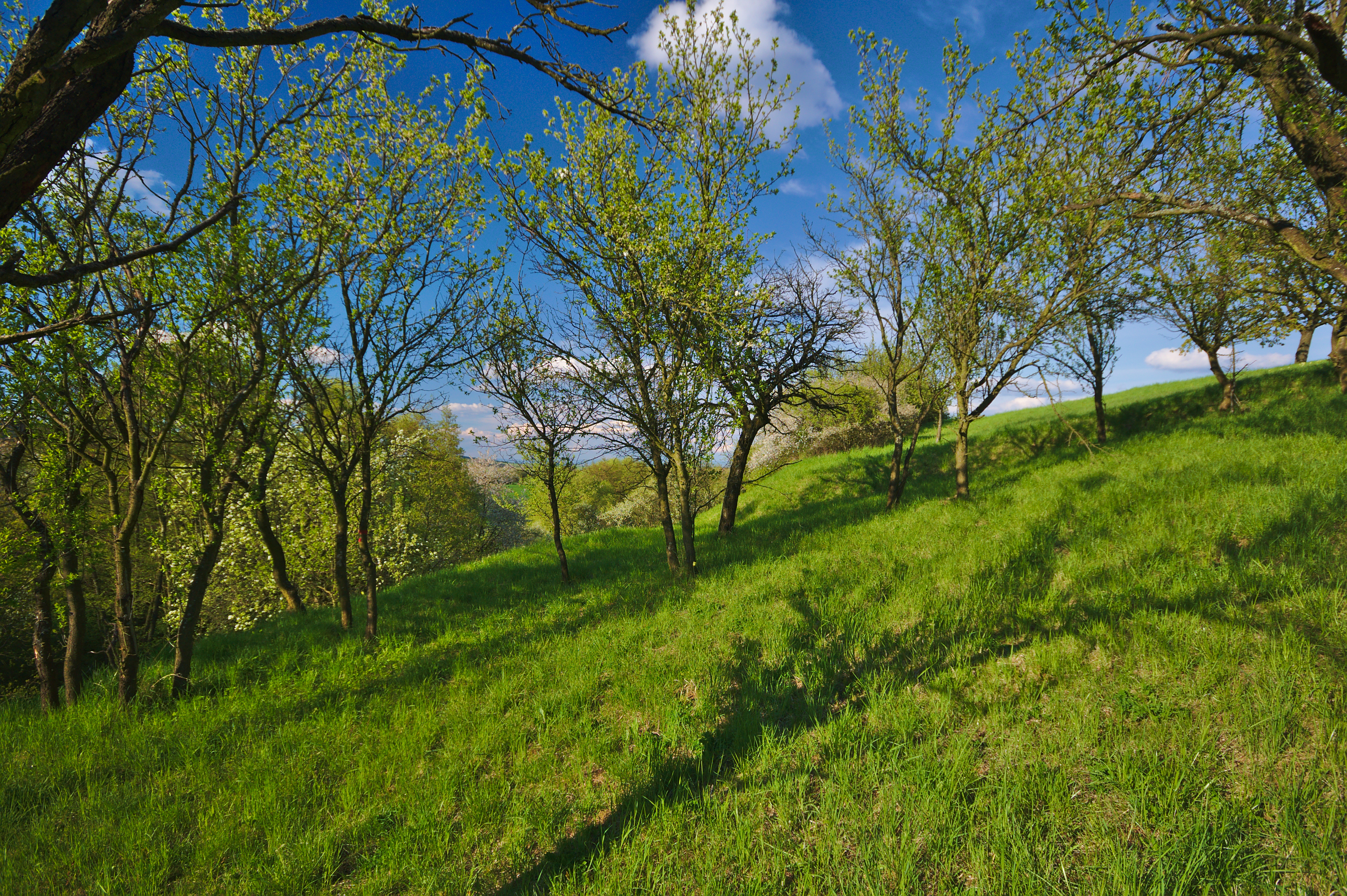
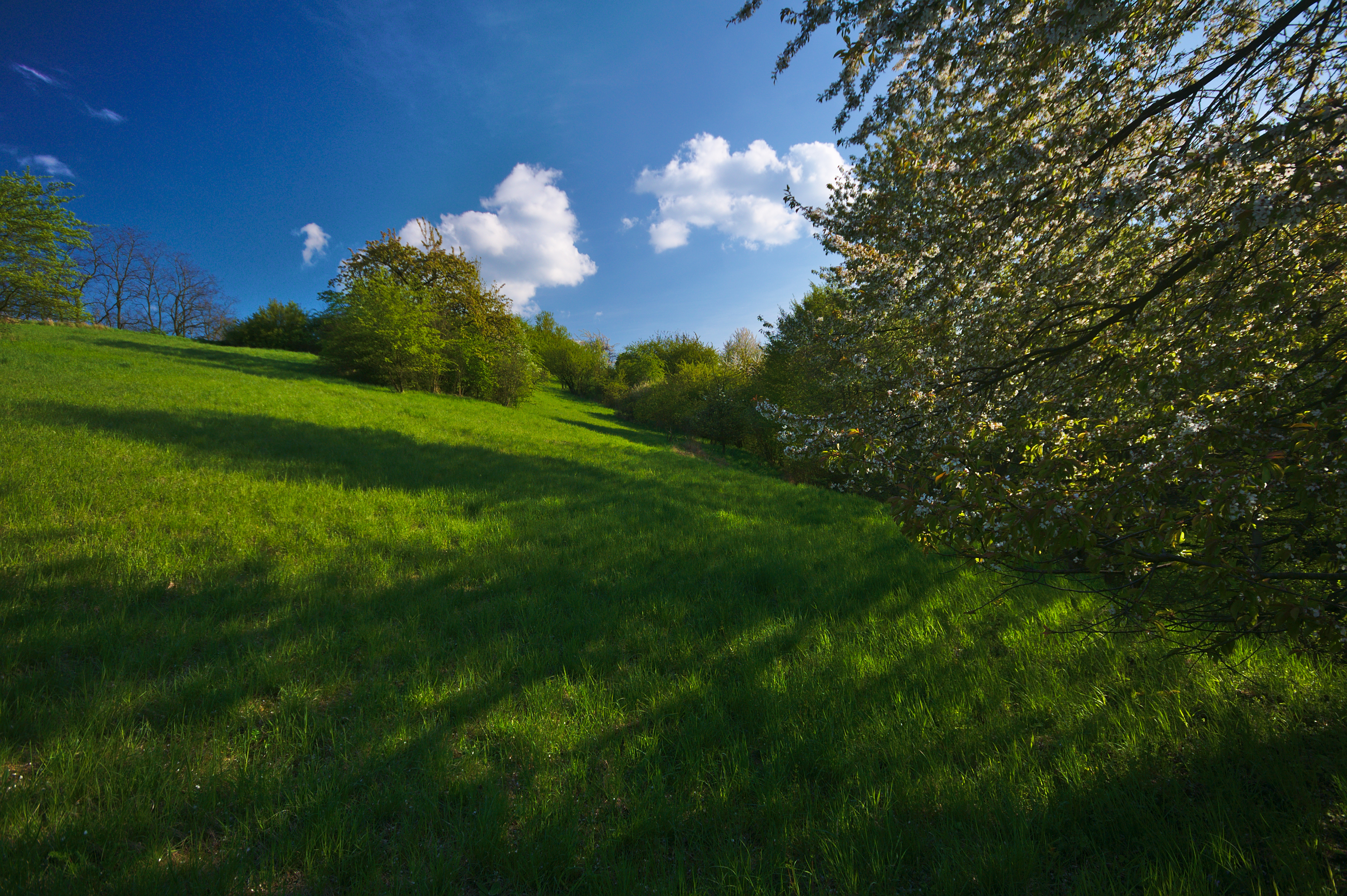
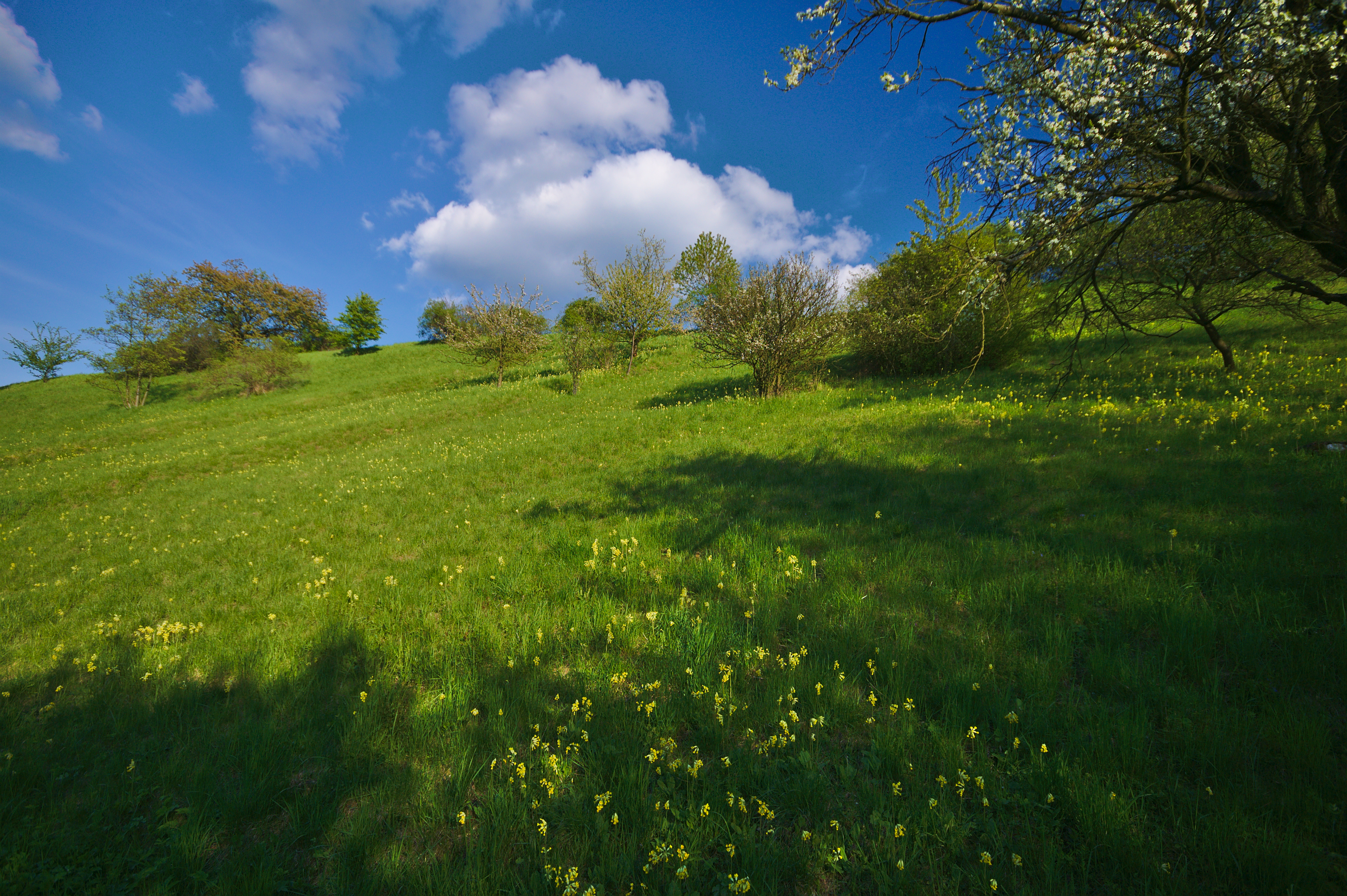
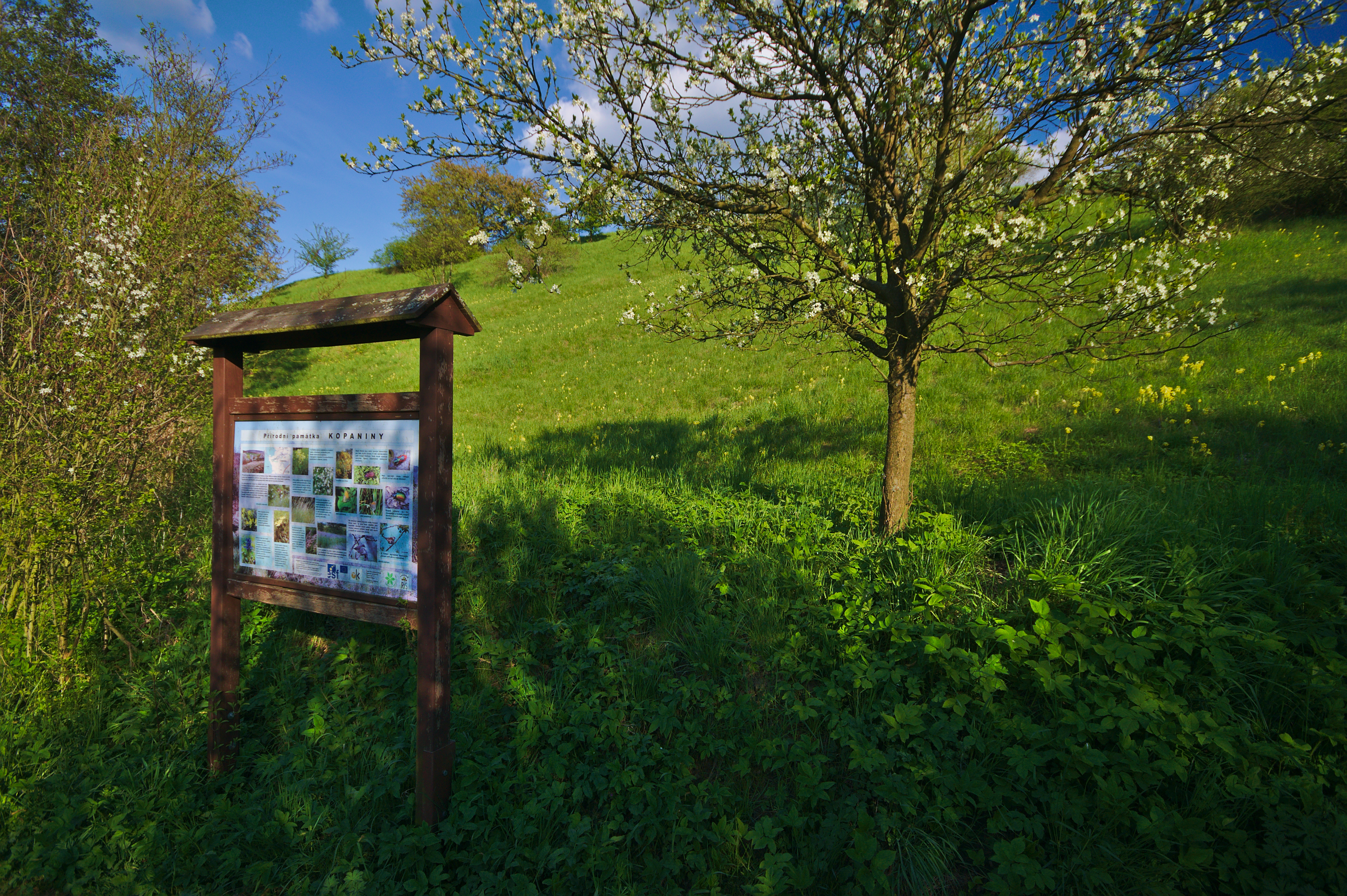